# Stazione di Kitashinchi
La stazione di Kitashinchi (北新地駅?, Kitashinchi-eki) è una delle stazioni della linea JR Tōzai di Ōsaka in Giappone, a circa 23 metri sotto il livello del mare, e vicina e collegata alla stazione di Ōsaka e a quella di Umeda da dei corridoi sotterranei. Di fatto, assieme a queste e alle vicine stazioni di Nishi-Umeda e Higashi-Umeda funziona come un'unica grande stazione.

## Linee

### Treni
- JR West
  - ■ Linea JR Tōzai